# Automeris patagoniensis
Automeris patagoniensis is een vlinder uit de familie nachtpauwogen (Saturniidae), onderfamilie Hemileucinae.
De wetenschappelijke naam van de soort is voor het eerst geldig gepubliceerd door Lemaire, M.J. Smith & Wolfe in 1992.